# Ankalgi, Gokak
Ankalgi là một làng thuộc tehsil Gokak, huyện Belgaum, bang Karnataka, Ấn Độ.